# 戴記
戴記（1528年—？年），又作戴紀，字儀周，號梧臺，廣東廣州府東莞縣人，軍籍。

## 生平
戊子十月初九日生，治《春秋》，由縣學生中式廣東鄉試第七十五名舉人，會試中式第六十二名。年三十八歲中式嘉靖四十四年乙丑科第三甲第三百零九名進士。
吏部观政，隆慶四年（1570年）十二月授户部主事，万历二年（1574年）正月升员外，六月升郎中，四年四月升赣州知府，八年正月调簡，五月补楚雄府，十四年正月致仕。

## 家族
曾祖戴端，經歷；祖戴盛，封禮部主事；父戴銑，監察御史赠光禄寺少卿進階奉政大夫；母袁氏（封安人，累赠宜人）。慈侍下，妻王氏。
行二。兄禮，庠生；弟獬；鵔（光禄监事）。